# Cupania riopalenquensis
Cupania riopalenquensis là một loài thực vật có hoa trong họ Bồ hòn. Loài này được Dodson & A.H.Gentry mô tả khoa học đầu tiên năm 1977.